# Janirella diplospinosa
Janirella diplospinosa är en kräftdjursart som beskrevs av Yakov Avadievich Birstein 1971. Janirella diplospinosa ingår i släktet Janirella och familjen Janirellidae. Inga underarter finns listade i Catalogue of Life.